# Festival slovenskega filma 2020
23. Festival slovenskega filma je potekal od 6. do 11. oktobra 2020 v Ljubljani. Osrednje prizorišče je bil Kino Komuna, strokovni program in pogovori z ustvarjalci so se odvijali v treh konferenčnih dvoranah hotela Slon, zaključna prireditev pa je bila v Veliki dvorani hotela Union. Zaradi koronavirusa je bil s (tradicionalnega) septembra prestavljen na oktober in iz Portoroža preseljen v Ljubljano. Potekal je v hibridni obliki: filme iz tekmovalnega programa ter sklop otroških animiranih filmov si je bilo mogoče ogledati v kinodvorani (s prilagojeno kapaciteto nekaj več kot 120 gledalcev), pregledni program ter sklopa Koronaprogram in Posvečeno pa so bili dostopni na spletni platformi (video na zahtevo). Direktorica festivala je bila Jelka Stergel, programski svet pa sta poleg nje sestavljala še Neva Mužič in Nace Zavrl (selektorji programa).
Zaradi epidemije covida-19 je prišlo do zastoja filmske produkcije, ki so jo še dodatno otežile birokratske ovire pri črpanju proračunskih sredstev (prekinitev financiranja). Zato je bila bera okrnjena, kar je bilo še posebej opazno pri domačih igranih celovečernih filmih, saj so bili v tekmovalni program uvrščeni zgolj trije (Košarkar naj bo 2, Preboj in Ne pozabi dihati), ki pa so vsi izšli že leta 2019. Tako se je prvič od leta 1992 zgodilo, da v tekmovalni sekciji ni bilo niti enega popolnoma novega igranega celovečerca.
Otvoritveni film je bil celovečerni igrani dokumentarec Antigona – kako si upamo! Janija Severja.

## Nagrade

### Vesne
Žirija v sestavi Katja Colja, Siniša Gačić, Matic Majcen, Polona Petek in Maja Sever je podelila naslednje nagrade vesna:
| Kategorija                                 | Prejemnik                                       |
| ------------------------------------------ | ----------------------------------------------- |
| vesna za najboljši igrani celovečerni film | Ne pozabi dihati (r. Martin Turk)               |
| vesna za najboljšo glavno moško vlogo      | Primož Bezjak (Antigona – kako si upamo!)       |
| vesna za najboljšo stransko žensko vlogo   | Katarina Čas (Paradise – novo življenje)        |
| vesna za najboljšo stransko moško vlogo    | Gojmir Lešnjak (Košarkar naj bo 2)              |
| vesna za najboljšo fotografijo             | Radislav Jovanov - Gonzo (Ne pozabi dihati)     |
| vesna za najboljšo izvirno glasbo          | Marjan Šijanec (Vzorno vedenje)                 |
| vesna za najboljšo montažo                 | Miloš Kalusek (Antigona – kako si upamo!)       |
| vesna za najboljšo scenografijo            | Niko Novak (Paradise – novo življenje)          |
| vesna za najboljšo kostumografijo          | Polonca Valentinčič (Paradise – novo življenje) |
| vesna za najboljši zvok                    | Sašo Kalan in Tom Lemajič (Sadeži pozabe)       |
| vesna za najboljši dokumentarni film       | Antigona – kako si upamo! (r. Jani Sever)       |
| vesna za najboljši kratki film             | Delčki (r. Áron Horváth Botka)                  |
| vesna za najboljšo manjšinsko koprodukcijo | Sadeži pozabe (r. Christos Nikou)               |
| vesna za najboljši študijski film          | Igra (r. Lun Sevnik)                            |
| vesna za najbolj izvirno AV delo           | Vesna Goodbye (r. Sara Kern)                    |
| vesna za posebni dosežek                   | Preboj (r. Dejan Babosek)                       |
| vesna za posebni dosežek                   | Gmajna (r. Sebastian Korenič Tratnik)           |

Žirija se je odločila, da nagrade ne podeli v naslednjih kategorijah:
- najboljši celovečerni film
- najboljša režija
- najboljši scenarij
- najboljša glavna ženska vloga
- najboljša maska
- najboljši animirani film

Vesna za najboljši film po izboru občinstva
Eno nagrado vesna podeli tudi občinstvo: vesno za najboljši film po izboru občinstva je – s povprečno oceno 4,72 – prejel film Preboj (prod. Narayan Produkcija).
Film Ne pozabi dihati je prejel povprečno oceno 4,03, Košarkar naj bo 2 pa se ni uvrstil v konkurenco za nagrado občinstva, saj ni imel zadostnega števila (vsaj 50) veljavnih glasovnic. To so bili edini trije filmi, ki so se za to nagrado (lahko) potegovali.

### Ostale nagrade
Badjurova nagrada za življenjsko delo
- Konrad »Koni« Steinbacher

Strokovno komisijo za Badjurovo nagrado so sestavljali Karpo Godina, Dušan Moravec, Aleš Pavlin, Olga Toni in Varja Močnik (predsednica).
Nagrada Društva slovenskih filmskih publicistov FIPRESCI za najboljši slovenski celovečerni film v tekmovalnem programu
- Antigona – kako si upamo!

Žirijo so sestavljali Marko Stojiljković, Veronika K. Žajdela in Peter Žargi.
Nagrada žirije mladih kritikov za najboljši študijski film v tekmovalnem programu
- Gmajna
- Igra

Gre za nagrado izobraževalnega programa Ostrenje pogleda, ki ga izvaja Društvo za širjenje filmske kulture KINO!.
Nagrada Festivala slovenskega filma za najboljši kratki film na temo karantene v času koronaepidemije
- Kateri dan sploh je? (r. Luka Marčetić)

## Filmi
Na festival je prispelo 161 prijav.
Za uradni tekmovalni program je bilo izbranih 51 filmov (ki so se potegovali za vesne):
- 7 celovečernih (3 igrani in 4 dokumentarni)
- 9 koprodukcijskih (6 celovečernih in 3 kratki; 6 igranih in 3 dokumentarni)
- 7 srednjemetražnih (vsi dokumentarni)
- 19 kratkih
- 9 študijskih

V preglednem programu je bilo predstavljenih še 45 filmov:
- 4 celovečerni (vsi dokumentarni)
- 8 srednjemetražnih (vsi dokumentarni)
- 19 kratkih
- 14 študijskih[5]

Spremljevalni program je obsegal 12 "koronafilmov" (Koronaprogram) in 10 animiranih filmov za otroke, sklop Posvečeno pa 12 filmov Badjurovega nagrajenca Konija Steinbacherja.

### Tekmovalni program
Celovečerni filmi
| Film                      | Vrsta               | Režija         | Leto |
| ------------------------- | ------------------- | -------------- | ---- |
| Antigona − kako si upamo! | igrano-dokumentarni | Jani Sever     | 2020 |
| Ivan Bolle – volk samotar | dokumentarni        | Matjaž Žbontar | 2020 |
| Kino Šiška 10             | dokumentarni        | Maja Pavlin    | 2019 |
| Košarkar naj bo 2         | igrani              | Boris Bezić    | 2019 |
| Ne pozabi dihati          | igrani              | Martin Turk    | 2019 |
| Požig                     | dokumentarni        | Majda Širca    | 2020 |
| Preboj                    | igrani              | Dejan Babosek  | 2019 |

Koprodukcijski filmi (manjšinske slovenske koprodukcije)
| Film                                                               | Vrsta        | Režija                                | Leto | Države                                                                   |
| ------------------------------------------------------------------ | ------------ | ------------------------------------- | ---- | ------------------------------------------------------------------------ |
| Asimetrija                                                         | igrani       | Maša Nešković                         | 2019 | Srbija · Slovenija · Italija                                             |
| Oče / Otac                                                         | igrani       | Srdan Golubović                       | 2020 | Srbija · Francija · Nemčija · Slovenija · Hrvaška · Bosna in Hercegovina |
| Paradise – novo življenje / Paradise – Una nuova vita              | igrani       | Davide del Degan                      | 2019 | Italija · Slovenija                                                      |
| Sadeži pozabe / Mila                                               | igrani       | Christos Nikou                        | 2020 | Grčija · Poljska · Slovenija                                             |
| Sprašujem se, kdaj me boš pogrešala / Mi chiedo quando ti mancherò | igrani       | Francesco Fei                         | 2019 | Italija · Slovenija                                                      |
| Vzorno vedenje / Pavyzdingas elgesys                               | dokumentarni | Audrius Mickevičius, Nerijus Milerius | 2019 | Litva · Slovenija · Bolgarija                                            |
| GO-VID Ko vidiš spet mejo / GO-VID When the Border Reappears       | dokumentarni | Carlo Ghio                            | 2020 |                                                                          |
| Modra meja / Plava granica                                         | dokumentarni | Ivan Milosavljević                    | 2020 | Srbija · Slovenija                                                       |
| Ne vem več, kdo sva / Više ne znam ko smo mi                       | igrani       | Boris Homovec                         | 2019 | Hrvaška · Nemčija · Slovenija                                            |

Prvih šest je celovečernih, zadnji trije so kratki.
Srednjemetražni filmi
| Film                   | Vrsta        | Režija         | Leto |
| ---------------------- | ------------ | -------------- | ---- |
| Betonske sanje         | dokumentarni | Urban Zorko    | 2019 |
| Feri                   | dokumentarni | Primož Meško   | 2020 |
| Muzej norosti          | dokumentarni | Amir Muratović | 2020 |
| Odpotovanje            | dokumentarni | Petra Seliškar | 2020 |
| Sanjska mašina         | dokumentarni | Janez Burger   | 2020 |
| Skozi ameriško džunglo | dokumentarni | Nina Blažin    | 2019 |
| Videti El Aaiun        | dokumentarni | Erik Valenčič  | 2020 |

Kratki filmi
| Film                                       | Vrsta           | Režija                                        | Leto |
| ------------------------------------------ | --------------- | --------------------------------------------- | ---- |
| Delčki                                     | igrani          | Áron Horváth Botka                            | 2020 |
| Dromedar                                   | igrani          | Janez Lapajne                                 | 2019 |
| Ema                                        | eksperimentalni | Sašo Štih                                     | 2020 |
| Fake news                                  | igrani          | Vito Pešič                                    | 2019 |
| Fundamentalizem                            | animirani       | Mitja Manček                                  | 2019 |
| Igre s prijatelji                          | igrani          | Aljaž Tepina                                  | 2020 |
| Ja ja je je – dva dneva v koledarju ženske | igrani          | Helena Pavlović Križaj                        | 2020 |
| Jaz nisem Romeo                            | igrani          | Jan Krevatin                                  | 2020 |
| Jaz, pomagaj                               | igrani          | Borij Levski                                  | 2020 |
| Kateri dan sploh je?                       | igrani          | Luka Marčetić                                 | 2020 |
| Koncert                                    | igrani          | Barbara Zemljič                               | 2019 |
| Lovka                                      | igrani          | Urška Djukić                                  | 2019 |
| Mogoče najdem tolažbo v iskanju            | dokumentarni    | Milena Olip                                   | 2020 |
| Preblisk bele mize                         | igrani          | Tadej Koren Šmid                              | 2019 |
| Tako zraste ... riba                       | animirani       | Miha Kalan, Jernej Žmitek                     | 2020 |
| Tipično slovensko – harmonika              | dokumentarni    | Urška Žnidaršič                               | 2019 |
| Tito, Naser in Nehru                       | dokumentarni    | Fayza Harby, Savyasachi Anju-Prabir           | 2019 |
| Too-Pee                                    | animirani       | Andrej Adamek, Hana Jošić, Jernej Kovač Myint | 2020 |
| Vesna Goodbye                              | igrani          | Sara Kern                                     | 2020 |

Izven konkurence sta bila prikazana še:
| Film                    | Vrsta        | Režija           | Leto | Opomba                                                         |
| ----------------------- | ------------ | ---------------- | ---- | -------------------------------------------------------------- |
| Neločljivi              | dokumentarni | Marko Naberšnik  | 2020 | otvoritev festivala (predfilm filma Antigona − kako si upamo!) |
| Legenda o srečnem hribu | animirani    | Koni Steinbacher | 2020 | zaključek festivala                                            |

Študijski filmi
| Film                      | Vrsta        | Režija                    | Leto |
| ------------------------- | ------------ | ------------------------- | ---- |
| Da bi človeštvo preživelo | igrani       | Teja Miholič              | 2019 |
| Gmajna                    | dokumentarni | Sebastian Korenič Tratnik | 2019 |
| Elsie                     | animirani    | Larisa Nagode             | 2020 |
| Igra / Hra                | igrani       | Lun Sevnik                | 2019 |
| Tetka Milena              | dokumentarni | Mila Peršin               | 2019 |
| Trezi                     | dokumentarni | Sara Polanc               | 2019 |
| Zadnje poletje            | igrani       | Irena Gatej               | 2020 |
| Zagreb–Medulin–Hrpelje    | dokumentarni | Jan Krevatin              | 2020 |
| Za zaprtimi roletami      | animirani    | Miha Reja                 | 2020 |

### Pregledni program
| Film                                                    | Vrsta               | Režija                                                   | Leto |
| ------------------------------------------------------- | ------------------- | -------------------------------------------------------- | ---- |
| Celovečerni filmi                                       |                     |                                                          |      |
| 31 kaviar-socialističnih psov                           | dokumentarni        | Marko Vrbič                                              | 2020 |
| Biti Mario                                              | dokumentarni        | Rudi Uran                                                | 2020 |
| Dolina solz                                             | dokumentarni        | Boštjan Korbar                                           | 2020 |
| živiM                                                   | dokumentarni        | Rok Matić                                                | 2020 |
| Srednjemetražni filmi                                   |                     |                                                          |      |
| Jezik enakopravnosti                                    | dokumentarni        | Marko Kumer                                              | 2019 |
| Lebdenje                                                | dokumentarni        | Marta Frelih                                             | 2020 |
| Naravna dediščina ob veliki vodi                        | dokumentarni        | Alenka Furlan Čadež, Manuel Tomšič                       | 2019 |
| Slovenec, ki je preletel stoletje                       | dokumentarni        | Dušan Milavec                                            | 2019 |
| Strast do letenja                                       | dokumentarni        | Dušan Moravec                                            | 2020 |
| Tihi večeri                                             | dokumentarni        | David Sipoš                                              | 2020 |
| Za Pavla Knobla skovano                                 | igrano-dokumentarni | Dragana Čolić                                            | 2019 |
| Zgodbe iz kuhinje                                       | dokumentarni        | Miha Mohorič                                             | 2020 |
| Kratki filmi                                            |                     |                                                          |      |
| Angelov dotik                                           | dokumentarni        | Ubald Trnkoczy                                           | 2019 |
| Dere sen jas mali bija                                  | eksperimentalni     | Tina Ščavničar                                           | 2019 |
| Draga Jožica                                            | dokumentarni        | Anne-Pauline Serres, Marta Frisco, Estel Teodoro         | 2019 |
| Govor, ki ga vidiš                                      | igrani              | Gašper Markun, Tadej Koren Šmid                          | 2020 |
| Igral sem se z betonom                                  | dokumentarni        | Fabris Šulin                                             | 2020 |
| Marsova luka                                            | dokumentarni        | Mauro Lainšček                                           | 2019 |
| Miniserija Muri – Tekma                                 | animirani           | Jernej Žmitek                                            | 2020 |
| Mi nismo izgubljena generacija                          | dokumentarni        | Tina Lagler                                              | 2019 |
| Nepredvidljivi                                          | igrani              | Aljaž Tepina                                             | 2019 |
| (Ne)znana poglavja slovenske zgodovine: Barbara Celjska | dokumentarni        | Franc Arko                                               | 2019 |
| Ogenj v Alpah – prelaz pripoveduje                      | dokumentarni        | Nejc Kavka                                               | 2020 |
| Okrog obrnjen zrak                                      | eksperimentalni     | Ester Ivakič                                             | 2020 |
| Poklič!                                                 | igrani              | Nika Otrin                                               | 2020 |
| Princ Ki-Ki-Do; Poplava                                 | animirani           | Grega Mastnak                                            | 2020 |
| Privid na čudovitem vrtu                                | dokumentarni        | Jani Sever                                               | 2020 |
| Skoraj polnoč                                           | igrani              | Jan Fabris                                               | 2020 |
| še malo, čisto malo bližje                              | eksperimentalni     | Davorin Marc                                             | 2019 |
| Tako raste ... petelin                                  | animirani           | Miha Kalan, Jernej Žmitek                                | 2020 |
| Tekma oskrbnika trave                                   | igrani              | Jaka Prosenik, Caleb Murtagh, Christiaan Humbs-Steinbeck | 2019 |
| Študijski filmi                                         |                     |                                                          |      |
| Alenka                                                  | igrani              | Silvie Čechova                                           | 2020 |
| Apokalipsa                                              | dokumentarni        | Tadej Vintar                                             | 2020 |
| Brata med mrtvimi                                       | igrani              | Bernard Rebernik                                         | 2020 |
| Družina prstov                                          | animirani           | Anja Paternoster                                         | 2020 |
| Eden                                                    | igrani              | Elisabetta Gessi                                         | 2020 |
| Kadilka                                                 | animirani           | Ana Prebil                                               | 2020 |
| Narezano življenje                                      | animirani           | Peter Bizjak                                             | 2019 |
| Natus                                                   | eksperimentalni     | Ula Pogorevčnik                                          | 2019 |
| Nenavadna čajanka                                       | igrani              | Domen Košir                                              | 2020 |
| Perje z vonjem morja                                    | animirani           | Žoel Kastelic                                            | 2019 |
| Pipi in Popi                                            | animirani           | Katja Pivk                                               | 2020 |
| Pogovor brez konca                                      | animirani           | Katarina Blažič                                          | 2020 |
| Strah                                                   | eksperimentalni     | Boris T. Matić                                           | 2020 |
| Zemlječarstvo                                           | animirani           | Jošt Šeško                                               | 2020 |

### Spremljevalni program
Koronaprogram
| Film                            | Vrsta           | Režija                      | Leto |
| ------------------------------- | --------------- | --------------------------- | ---- |
| Brat & sestra                   | igrani          | Matic Škrjanc               | 2020 |
| Črnažival69                     | dokumentarni    | Armin Čulić                 | 2020 |
| Dan za branje                   | igrani          | Marko Kalc                  | 2020 |
| Imaš blago − imaš masko         | animirani       | Silvie Čechova              | 2020 |
| Kam pa kam, SloveniJJa?         | animirani       | Brina Fekonja               | 2020 |
| Ločitev-19                      | eksperimentalni | August Adrian Braatz        | 2020 |
| Melangija                       | dokumentarni    | Ula Pogorevčnik             | 2020 |
| Okamnelo mesto                  | dokumentarni    | Ubald Trnkoczy              | 2020 |
| Ostani v pogonu!                | igrani          | Mitja Legat                 | 2020 |
| Samozaščitna sredstva           | dokumentarni    | Irena Romih, Amir Muratović | 2020 |
| Slabe in dobre strani karantene | dokumentarni    | Tilen Manfreda              | 2020 |
| Ustvarjanje v karanteni         | dokumentarni    | Tina Lagler                 | 2020 |

Sklop 12 kratkih filmov, posnetih v času karantene.
Otroški animirani filmi
| Film                           | Režija                                        | Leto |
| ------------------------------ | --------------------------------------------- | ---- |
| Legenda o srečnem hribu        | Koni Steinbacher                              | 2020 |
| Miniserija Muri − Tekma        | Jernej Žmitek                                 | 2020 |
| Pobegli nos                    | Stella Hood                                   | 2020 |
| Princ Ki-Ki-Do; Poplava        | Grega Mastnak                                 | 2020 |
| Princ Ki-Ki-Do; Poskočno jajce | Grega Mastnak                                 | 2020 |
| Tako zraste ... netopir        | Miha Kalan, Jernej Žmitek                     | 2020 |
| Tako zraste ... petelin        | Miha Kalan, Jernej Žmitek                     | 2020 |
| Tako zraste ... polž           | Miha Kalan, Jernej Žmitek                     | 2020 |
| Tako zraste ... riba           | Miha Kalan, Jernej Žmitek                     | 2020 |
| Too-Pee                        | Andrej Adamek, Hana Jošić, Jernej Kovač Myint | 2020 |

Vsi kratki animirani.

### Posvečeno: Koni Steinbacher
| Film                                   | Leto | Režija                           | '   |
| -------------------------------------- | ---- | -------------------------------- | --- |
| Figov list                             | 1971 | Koni Steinbacher, Janez Marinšek | 5'  |
| Študent                                | 1975 | Koni Steinbacher, Janez Marinšek | 9'  |
| Močvirje                               | 1976 | Koni Steinbacher                 | 5'  |
| Epidemija                              | 1982 | Koni Steinbacher                 | 1'  |
| Kamen                                  | 1984 | Koni Steinbacher                 | 8'  |
| Izmišljena zgodba                      | 1986 | Koni Steinbacher                 | 8'  |
| Izdelovalec mask                       | 2002 | Koni Steinbacher                 | 8'  |
| Sneguljčica 2002                       | 2004 | Janez Marinšek, Koni Steinbacher | 8'  |
| Lepa nedelja pri sv. Jakobu na Resniku | 2007 | Koni Steinbacher                 | 8'  |
| Mrtvaški ples                          | 2010 | Koni Steinbacher                 | 4'  |
| Gremo v raj                            | 2012 | Janez Marinšek, Koni Steinbacher | 10' |
| Zakaj je Istra tužna                   | 2017 | Koni Steinbacher                 | 12' |

Vsi animirani.

## Strokovni program
- Izkušnja s programom React
- RE-ACT 2020: Program sofinanciranja koprodukcij & jesenska delavnica First Cut Lab
- Nov zagon za (ustvarjalni) dokumentarni film
- Filmska in TV produkcija v času nove družbene realnosti
- Viri financiranja slovenskega filma
- AIPA: Gospodarski pomen AV industrije in njen položaj v času koronakrize
- Vtis epidemije na filmskem platnu
- Kino 1,5
- Koprodukcijsko srečanje, predstavitev slovenskih projektov v razvoju
- Koprodukcijsko srečanje, predstavitev slovenskih projektov v fazi zaključevanja in zaključenih projektov
- DSR: Okrogla miza o Scenarnici (odpadlo)
- Filmskokritiška delavnica: Ostrimo pogled na slovenskem filmu!